# Nuoto ai XXXI Giochi mondiali universitari estivi
Le competizioni di nuoto della XXXI Universiade si sono svolte alla Dong'an Lake Sports Park Aquatics Centre di Chengdu dal 1° al 7 agosto 2023.

## Podi

### Uomini
| Evento                          | Oro                                                                                                   | Perform. | Argento | Perform. | Bronzo | Perform. |
| Stile libero                    | |          | |          | |          |
| 50 m (dettagli)                 | Giovanni Izzo                                                                                         | 22"17    | Lucas Peixoto | 22"38    | Jokubas Keblys | 22"39    |
| 100 m (dettagli)                | Kamil Sieradzki                                                                                       | 49"08    | Giovanni Carraro | 49"18    | Lucas Peixoto Mateusz Chowaniec                                                                                                 | 49"34    |
| 200 m (dettagli)                | Kamil Sieradzki                                                                                       | 1'47"60  | Tomas Navikonis | 1'47"73  | Giovanni Caserta | 1'48"01  |
| 400 m (dettagli)                | Matteo Lamberti                                                                                       | 3'48"65  | Eduardo Moraes | 3'49"10  | Ikki Imoto | 3'49"66  |
| 800 m (dettagli)                | Matteo Lamberti                                                                                       | 7'54"12  | Kaito Tabuchi | 7'57"37  | Ivan Giovannoni | 8'00"00  |
| 1500 m (dettagli)               | Ivan Giovannoni                                                                                       | 15'11"81 | Kaito Tabuchi | 15'14"60 | Christopher Nagy | 15'19"23 |
| Dorso                           | |          | |          | |          |
| 50 m (dettagli)                 | Simone Stefanì                                                                                        | 24"98    | Andrei Anghel | 25"06    | Michele Lamberti | 25"09    |
| 100 m (dettagli)                | Simone Stefanì                                                                                        | 53"95    | Michele Lamberti | 54"02    | Denis Laurean Popescu | 54"21    |
| 200 m (dettagli)                | Keaton Jones                                                                                          | 1'57"66  | Kodai Nishiono | 1'58"08  | Seoungju Kim | 1'59"99  |
| Rana                            | |          | |          | |          |
| 50 m (dettagli)                 | Qin Haiyang                                                                                           | 26"52    | Ludovico Viberti | 27"32    | Alessandro Pinzuti | 27"53    |
| 100 m (dettagli)                | Qin Haiyang                                                                                           | 58"92    | Jan Kałusowski | 59"86    | Andrius Sidlauskas | 59"89    |
| 200 m (dettagli)                | Qin Haiyang                                                                                           | 2'08"09  | Yū Hanaguruma | 2'10"31  | Yamato Fukasawa | 2'10"39  |
| Delfino                         | |          | |          | |          |
| 50 m (dettagli)                 | Luca Armbruster                                                                                       | 23"22    | Lorenzo Gargani Jakub Majerski | 23"39    | Non assegnata |          |
| 100 m (dettagli)                | Jakub Majerski                                                                                        | 51"41    | Adrian Jaskiewicz | 51"93    | Adilbek Mussin | 52"03    |
| 200 m (dettagli)                | Takumi Terada                                                                                         | 1'55"66  | Wang Kuan-hung | 1'55"69  | Chen Juner | 1'56"16  |
| Misti                           | |          | |          | |          |
| 200 m (dettagli)                | Gabriel Lopes                                                                                         | 1'59"12  | Wang Hsing-hao | 2'00"00  | Marius Zobel | 2'00"56  |
| 400 m (dettagli)                | Kaito Tabuchi                                                                                         | 4'15"12  | Pier Andrea Matteazzi | 4'15"64  | Ei Kamikawabata | 4'17"87  |
| Staffette                       | |          | |          | |          |
| 4x100 m stile libero (dettagli) | Polonia Kamil Sieradzki Dominik Dudys Mateusz Chowaniec Jakub Kraska Piotr Ludwiczak Marcel Wagrowski | 3'14"60  | Brasile Pedro Spajari Lucas Peixoto Breno Correia Vinicius Assunção                                                                      | 3'15"30  | Italia Paolo Conte Bonin Giovanni Carraro Nicolò Franceschi Giovanni Izzo                                                       | 3'15"62  |
| 4x200 m stile libero (dettagli) | Giappone Konosuke Yanagimoto Ikki Imoto Genki Terakado Shui Kurosawa Temma Watanabe                   | 7'14"86  | Italia Alessio Proietti Colonna Giovanni Caserta Matteo Lamberti Davide Marchiello                                                       | 7'15"34  | Brasile Breno Correia Vinicius Assunção Eduardo Moraes Kaique de Morais                                                         | 7'15"39  |
| 4x100 m misti (dettagli)        | Cina Wang Gukailai Qin Haiyang Chen Juner Lin Tao Yu Zongda Zhang Zhoujian Wang Yi                    | 3'35"58  | Italia Simone Stefanì Alessandro Pinzuti Christian Ferraro Giovanni Izzo Michele Lamberti Ludovico Viberti Michele Busa Giovanni Carraro | 3'33"14  | Giappone Riku Matsuyama Yamato Fukasawa Genki Terakado Juran Mizohata Reo Miura Yū Hanaguruma Takumi Terada Konosuke Yanagimoto | 3'35"04  |

### Donne
| Evento                          | Oro                                                                                               | Perform. | Argento | Perform. | Bronzo                                                                             | Perform. |
| Stile libero                    |                                                                                                   |          | |          |                                                                                    |          |
| 50 m (dettagli)                 | Zhang Yufei                                                                                       | 24"29    | Erin Paige Gallagher                                                                                                  | 25"05    | Kalia Antoniou                                                                     | 25"14    |
| 100 m (dettagli)                | Zhang Yufei                                                                                       | 53"34    | Erin Paige Gallagher                                                                                                  | 54"39    | Kalia Antoniou                                                                     | 54"82    |
| 200 m (dettagli)                | Liu Yaxin                                                                                         | 1'56"84  | Giulia D'Innocenzo | 1'58"69  | Oceane Carnez                                                                      | 1'59"73  |
| 400 m (dettagli)                | Li Bingjie                                                                                        | 4'08"38  | Ajna Kesely | 4'09"50  | Antonietta Cesarano                                                                | 4'10"49  |
| 800 m (dettagli)                | Li Bingjie                                                                                        | 8'30"74  | Dune Coetzee | 8'32"88  | Noemi Cesarano                                                                     | 8'33"12  |
| 1500 m (dettagli)               | Li Bingjie                                                                                        | 16'18"48 | Ichika Kajimoto | 16'23"02 | Noemi Cesarano                                                                     | 16'23"16 |
| Dorso                           |                                                                                                   |          | |          |                                                                                    |          |
| 50 m (dettagli)                 | Adela Piskorska                                                                                   | 27"84    | Paulina Peda Anya Mostek                                                                                              | 1'00"65  | Non assegnata                                                                      |          |
| 100 m (dettagli)                | Adela Piskorska                                                                                   | 1'00"20  | Camila Rodrigues Rebelo                                                                                               | 1'00"52  | Federica Toma                                                                      | 1'00"65  |
| 200 m (dettagli)                | Liu Yaxin                                                                                         | 2'08"18  | Camila Rodrigues Rebelo                                                                                               | 2'10"47  | Eszter Szabo-Feltothy                                                              | 2'10"77  |
| Rana                            |                                                                                                   |          | |          |                                                                                    |          |
| 50 m (dettagli)                 | Kotryna Teterevkova                                                                               | 30"58    | Dominika Anna Sztandera                                                                                               | 31"02    | Jhennifer Conceicao                                                                | 31"11    |
| 100 m (dettagli)                | Kotryna Teterevkova                                                                               | 1'06"74  | Kaylene Corbett | 1'06"98  | Dominika Anna Sztandera                                                            | 1'07"19  |
| 200 m (dettagli)                | Kotryna Teterevkova                                                                               | 2'22"86  | Kaylene Corbett | 2'22"99  | Zhu Leiju                                                                          | 2'28"71  |
| Farfalla                        |                                                                                                   |          | |          |                                                                                    |          |
| 50 m (dettagli)                 | Zhang Yufei                                                                                       | 25"20    | Erin Paige Gallagher                                                                                                  | 25"66    | Viola Scotto di Carlo                                                              | 26"01    |
| 100 m (dettagli)                | Zhang Yufei                                                                                       | 56"57    | Erin Paige Gallagher                                                                                                  | 57"64    | Giulia D'Innocenzo                                                                 | 58"33    |
| 200 m (dettagli)                | Antonella Crispino                                                                                | 2'09"10  | Dalma Sebestyen | 2'09"12  | Chiho Mizuguchi                                                                    | 2'09"65  |
| Misti                           |                                                                                                   |          | |          |                                                                                    |          |
| 200 m (dettagli)                | Anita Gastaldi                                                                                    | 2'12"74  | Dalma Sebestyen | 2'13"44  | Caroline Terese Theil                                                              | 2'14"44  |
| 400 m (dettagli)                | Ichika Kajimoto                                                                                   | 4'41"65  | Megan van Berkom | 4'42"47  | Paige MacEachern                                                                   | 4'45"81  |
| Staffette                       |                                                                                                   |          | |          |                                                                                    |          |
| 4x100 m stile libero (dettagli) | Cina Li Bingjie Liu Yaxin Luo Youyang Zhang Yufei Zhang Yifan                                     | 3'37"61  | Italia Anita Gastaldi Viola Scotto di Carlo Paola Biagioli Giulia D'Innocenzo Antonietta Cesarano                     | 3'38"81  | Giappone Momoka Yoshii Hazuki Yamamoto Riru Kubota Shiho Matsumoto                 | 3'41"83  |
| 4x200 m stile libero (dettagli) | Cina Liu Yaxin Zhang Yufei Jing Shangbeihua Li Bingjie Gao Xing Zhang Yifan Chen Keyi             | 7'58"77  | Stati Uniti Paige MacEachern Megan Marie Van Berkom Mackenzie Hodges Amy Yawei Tang Noelle Harvey Sabrina Johnston    | 8'02"28  | Giappone Momoka Yoshii Ichika Kajimoto Kanon Nagao Shiho Matsumoto Hazuki Yamamoto | 8'04"29  |
| 4x100 m misti (dettagli)        | Cina Liu Yaxin Zhu Leiju Zhang Yufei Li Bingjie Gao Xing Zhang Muyan Jing Shangbeihua Luo Youyang | 3'59"67  | Polonia Adela Piskorska Dominika Anna Sztandera Paulina Peda Kornelia Fiedkiewicz Wiktoria Piotrowska Aleksandra Knop | 4'00"67  | Giappone Yumi Shuno Haruna Ogata Natsuki Hiroshita Shiho Matsumoto Hazuki Yamamoto | 4'02"82  |

### Gare miste
| Evento               | Oro                                                                                                 | Perform. | Argento | Perform. | Bronzo | Perform. |
| Staffette            | |          | |          | |          |
| 4x100 m stile libero | Cina Chen Juner Lin Tao Zhang Yufei Li Bingjie Chen Mingjie Zhao Xinchen Luo Youyang Ma Yiyi        | 3'25"38  | Italia Giovanni Izzo Giovanni Carraro Paola Biagioli Anita Gastaldi Nicolò Franceschi Paolo Conte Bonin Linda Caponi Sonia Laquintana         | 3'26"75  | Brasile Vinicius Assunção Breno Martins Nunes Martins Fernanda Gomes Marco Antonio Ferreira                                                              | 3'27"82  |
| 4x100 m misti        | Cina Wang Gukailai Qin Haiyang Zhang Yufei Li Bingjie Lin Tao Song Jiale Jing Shangbeihua Liu Yaxin | 3'44"02  | Polonia Kacper Stokowski Dominika Sztandera Jakub Majerski Kornelia Fiedkiewicz Marcin Goraj Dawid Wiekiera Wiktoria Piotrowska Wiktoria Gusc | 3'46"07  | Italia Simone Stefanì Alessandro Pinzuti Giulia D'Innocenzo Viola Scotto di Carlo Lorenzo Glessi Alessandro Fusco Antonella Crispino Antonietta Cesarano | 3'47"25  |

## Medagliere
| Pos.   | Paese         |    |    |    | Totale |
| ------ | ------------- | -- | -- | -- | ------ |
| 1      | Cina          | 18 | 0  | 2  | 20     |
| 2      | Italia        | 8  | 10 | 13 | 31     |
| 3      | Polonia       | 6  | 7  | 2  | 15     |
| 4      | Giappone      | 4  | 5  | 8  | 17     |
| 5      | Lituania      | 3  | 1  | 2  | 7      |
| 6      | Stati Uniti   | 1  | 3  | 3  | 7      |
| 7      | Portogallo    | 1  | 2  | 0  | 3      |
| 8      | Germania      | 1  | 0  | 1  | 2      |
| 9      | Sudafrica     | 0  | 7  | 0  | 7      |
| 10     | Brasile       | 0  | 3  | 4  | 7      |
| 11     | Ungheria      | 0  | 3  | 1  | 4      |
| 12     | Taipei cinese | 0  | 2  | 0  | 2      |
| 13     | Romania       | 0  | 1  | 1  | 2      |
| 14     | Cipro         | 0  | 0  | 2  | 2      |
| 15     | Francia       | 0  | 0  | 1  | 1      |
| 15     | Kazakistan    | 0  | 0  | 1  | 1      |
| 15     | Corea del Sud | 0  | 0  | 1  | 1      |
| Totale | Totale        | 42 | 44 | 42 | 128    |